# 長距離自然歩道
長距離自然歩道（ちょうきょりしぜんほどう）とは環境省が計画を定め、各都道府県が整備、管理運営している複数の都府県間にまたがる自然歩道である。

## 概要
長距離自然歩道は、多くの人々が四季を通じて手軽に楽しくかつ安全に、国土の優れた風景地等を歩くことにより、沿線の豊かな自然や歴史、文化に触れ、国土や風土を再認識し、併せて自然保護に対する意識を高めることを目的とするもので、自然景観や文化財等に恵まれた既存の道路を、標識等の整備によりネットワーク化した長距離の自然歩道である。環境省が計画し、各都府県が事業主体となって整備を進めており、1970年（昭和45年）の東海自然歩道に始まり、これまで九州・中国・四国・首都圏・東北・中部北陸・近畿と8つの自然歩道が整備されている（2005年度以降は国立公園内の路線は環境省が整備）。

## 全国の長距離自然歩道

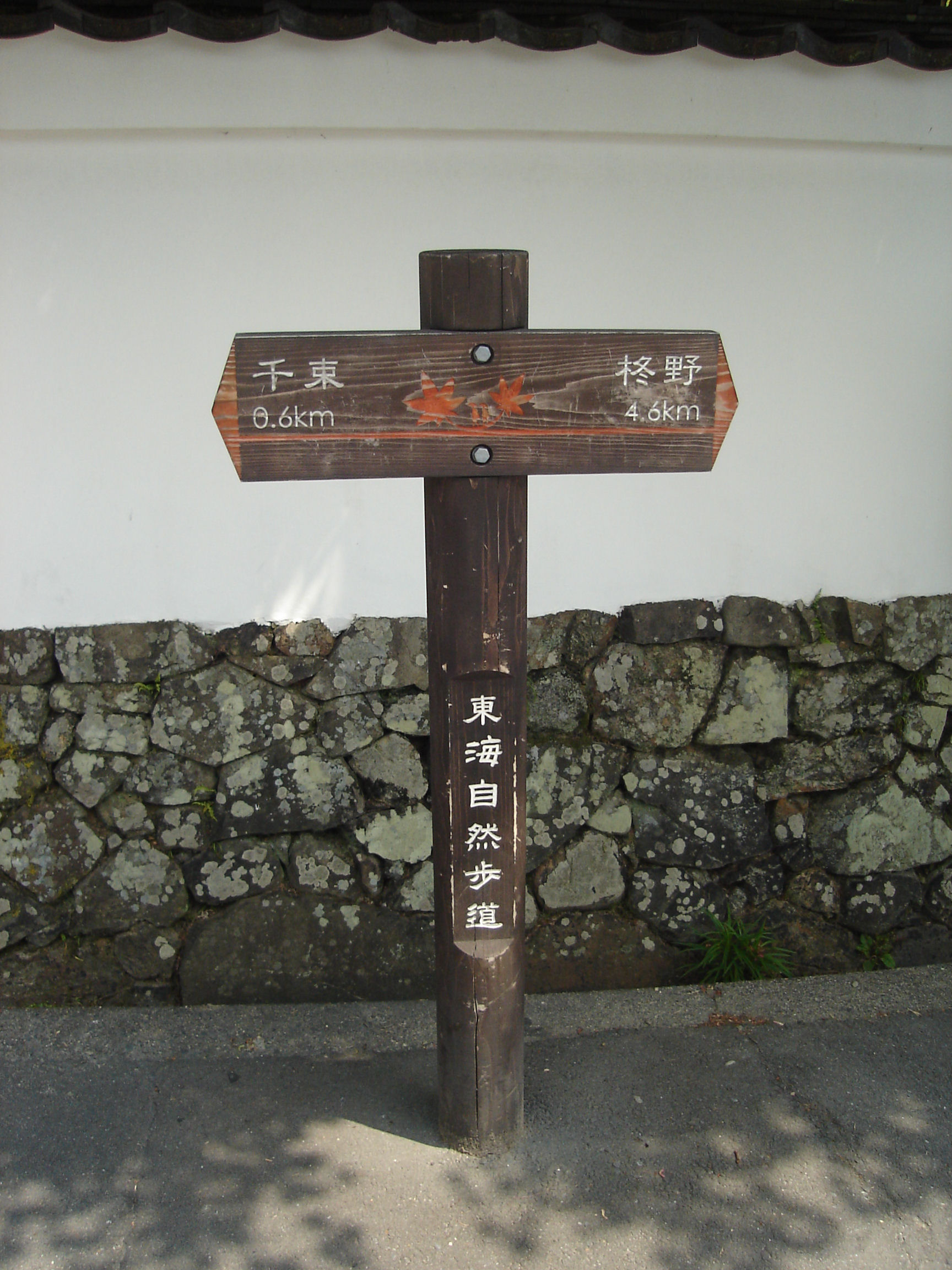
東海自然歩道の道標

四季を通じて手軽に、楽しく、安全に自らの足で歩くことを通じて、豊かな自然や歴史・文化とふれあい、心身ともにリフレッシュし、自然保護に対する理解を深めることを目的とした歩道として、1970年（昭和45年）の東海自然歩道の整備に始まり、順次整備が進められている。計画総延長距離は約27000キロメートルである。
- 東海自然歩道（1697キロメートル）
- 九州自然歩道（愛称「やまびこさん」、2932キロメートル）
- 中国自然歩道（2295キロメートル）
- 四国自然歩道（愛称「四国のみち」、1637キロメートル）
- 首都圏自然歩道（愛称「関東ふれあいの道」、1800キロメートル）
- 東北自然歩道（愛称「新・奥の細道」、4374キロメートル）
福島県白河市の旗宿（はたじゅく）を起点に、宮城県、岩手県、青森県、秋田県、山形県を巡り、福島県郡山市を終点とする長距離自然歩道。1本の道がつながっているわけではなく、1日で歩ける程の距離を持つ自然歩道が229コースあり、コース間はバスなどの公共交通機関でつないで東北地方を1周する。愛称の「新・奥の細道」は、江戸時代の俳人松尾芭蕉が東北地方を旅したように、東北の美しい自然や歴史、文化に触れ、人間性を取り戻すとともに健全な心身を育成し、自然保護に対する意識を高めてもらおうという目的で整備されたことが由来する[2]。実際に、芭蕉が歩いた道も一部のコースに存在する[2]。
- 中部北陸自然歩道（4085キロメートル）
- 近畿自然歩道（3296キロメートル）
- 北海道自然歩道（4600キロメートル）[3]
- 東北太平洋岸自然歩道（愛称「みちのく潮風トレイル」、1,000キロメートル)